# 이하윤 (아나운서)
이하윤(1987년 11월 21일 ~ )은 대한민국의 KNN 아나운서이다.

## 경력
- 2008년 ~ 2009년 : 전주문화방송
- 2009년 ~ 2012년 : KBS광주방송총국
- 2012년 ~ 2023년 : KNN 아나운서

## TV

### 현재
- KNN TV : 메디컬 24시 닥터스 나레이션

### 과거
- KNN TV : KNN 경남투데이 진행
- KNN TV : 민방 네트워크 뉴스 진행
- KNN TV : KNN 모닝와이드 진행

## 라디오

### 현재
- KNN 러브FM : 그대곁愛 러브FM 진행